# 卡莫利
卡莫利（義大利語：Camogli），是意大利热那亚省的一个市镇，位于利古里亚海岸的天堂湾,是一处典型的海滨旅游小镇，以港口和海岸线五颜六色的建筑而闻名。总面积9.9平方公里，人口5621人，人口密度567.8人/平方公里（2009年）。ISTAT代码为010007。

## 景点
- 圣母升天圣殿
- 树林圣母朝圣所
- 圣波罗斯贝圣加大肋纳经堂

## 友好城市
- 德国图宁根 1998年
- 義大利卡洛福泰 2004年